# Xoanodera subdita
Xoanodera subdita là một loài bọ cánh cứng trong họ Cerambycidae.